# Akutní stav
Akutní stav je výraz vyjadřující náhlý nebo naléhavý stav. Používá se nejčastěji v medicíně. Akutní onemocnění obvykle začíná rychle, trvá krátce a má intenzivní příznaky. Opakem je stav označovaný jako chronický stav.
Některá akutní onemocnění vyřeší organismus sám bez nutnosti lékařského ošetření, většina akutních onemocnění vyžaduje lékařskou péči a užívání léků. Někdy je nutná hospitalizace. Neléčené akutní stavy mohou skončit buďto smrtí nebo trvalým poškozením zdraví.
Nástupu akutního onemocnění někdy předchází tzv. prodromální stádium, charakterizované souborem nespecifických příznaků ohlašujících příchod nemoci.